# Inconsciente colectivo

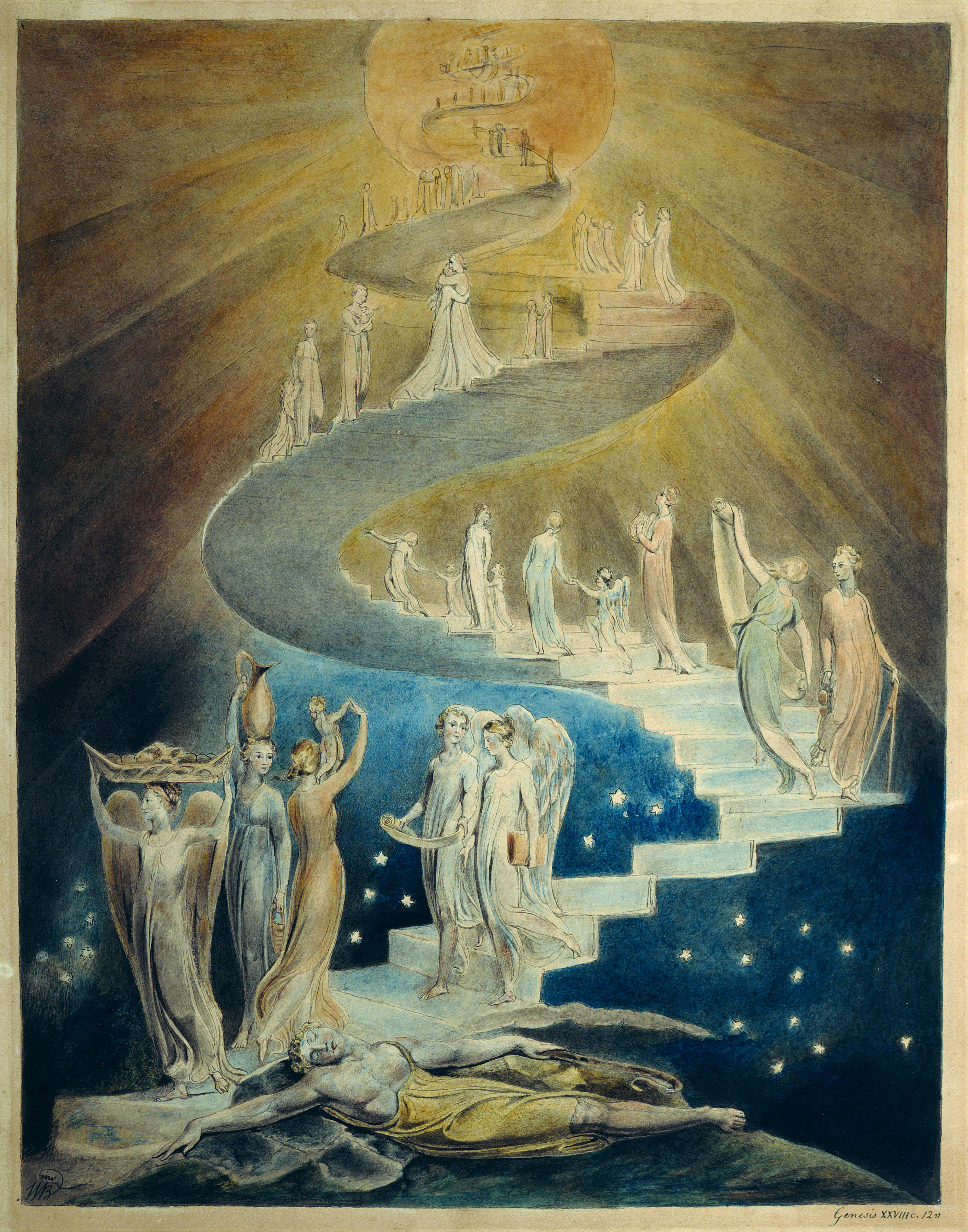
Escalera de Jacob, William Blake.

Inconsciente colectivo (en alemán kollektives Unbewusstes) es un término acuñado por el médico psiquiatra, psicólogo y ensayista suizo Carl Gustav Jung que hace referencia a las estructuras de la mente inconsciente compartidas entre los miembros de la misma especie. Según Jung, lo inconsciente colectivo humano está poblado por instintos y arquetipos: símbolos universales como la gran madre, el viejo sabio, la sombra, la torre, el agua, el árbol de la vida y otros.
Jung consideró que lo inconsciente colectivo sustentaba y rodeaba la mente inconsciente, distinguiéndolo del inconsciente personal del psicoanálisis freudiano. Argumentó que lo inconsciente colectivo tenía una profunda influencia en las vidas de los individuos que vivían sus símbolos y los revestían de significado a través de sus experiencias. La práctica psicoterapéutica de la psicología analítica gira en torno al examen de la relación del paciente con lo inconsciente colectivo.
El psiquiatra y analista junguiano Lionel Corbett sostiene que los términos contemporáneos "psique autónoma" o "psique objetiva" se usan más comúnmente hoy en día en la práctica de la psicología profunda en lugar del término tradicional de "inconsciente colectivo".
Los críticos del concepto de inconsciente colectivo lo han denominado acientífico y fatalista, o muy difícil de probar científicamente (debido a su aspecto mítico). Los defensores señalan que es corroborado por los hallazgos de la psicología, la neurociencia y la antropología.

## Explicación básica
El término "inconsciente colectivo" apareció por primera vez en el ensayo de Jung de 1916 La estructura de lo inconsciente. Este ensayo distingue entre el inconsciente "personal" freudiano, compuesto de fantasías sexuales e imágenes reprimidas, y lo inconsciente "colectivo", que abarca el alma de la humanidad en general.
En El significado de la constitución y la herencia para la psicología (noviembre de 1929), Jung escribió:

Y lo psicológicamente esencial es que en los sueños, en las fantasías y en los estados mentales excepcionales pueden volver a surgir en todo momento y de manera autóctona los motivos y símbolos mitológicos más alejados, a menudo como resultado de influencias, transmisiones y estímulos individuales, pero muchas veces también sin éstos. Estas «imágenes primigenias» o «arquetipos», como los he llamado, forman la base de la psique inconsciente y no se pueden explicar como una adquisición personal. Su conjunto constituye ese estrato psíquico que he denominado inconsciente colectivo.

La existencia de lo inconsciente colectivo supone que la consciencia individual no es ni mucho menos acondicional. Por el contrario, es sumamente influenciable por la condición heredada, independientemente de las inevitables influencias del ambiente. Lo inconsciente colectivo es la vida genealógica psíquica desde sus inicios. Es la precondición y el suelo natal de todo acontecimiento anímico consciente y, por esta misma razón, es una influencia que compromete en gran medida la libertad de la consciencia, empeñada siempre en encauzar todos los procesos conscientes por su curso habitual.

El 19 de octubre de 1936, Jung pronunció la conferencia El concepto de inconsciente colectivo para la Abernethian Society en el St. Bartholomew's Hospital de Londres. Diría:

Mi tesis, pues, es la siguiente: a diferencia de la naturaleza personal de la psique consciente, existe un segundo sistema psíquico de carácter colectivo, no personal, además de nuestra consciencia inmediata, que es de naturaleza perfectamente personal y que nosotros - aunque le pongamos como aditamento lo inconsciente personal - consideramos como la única psique empírica. Este inconsciente colectivo no se desarrolla individualmente sino que es hereditario. Consta de formas preexistentes, los arquetipos, que pueden llegar a ser conscientes sólo de modo secundario y que dan formas definidas a ciertos contenidos psíquicos.

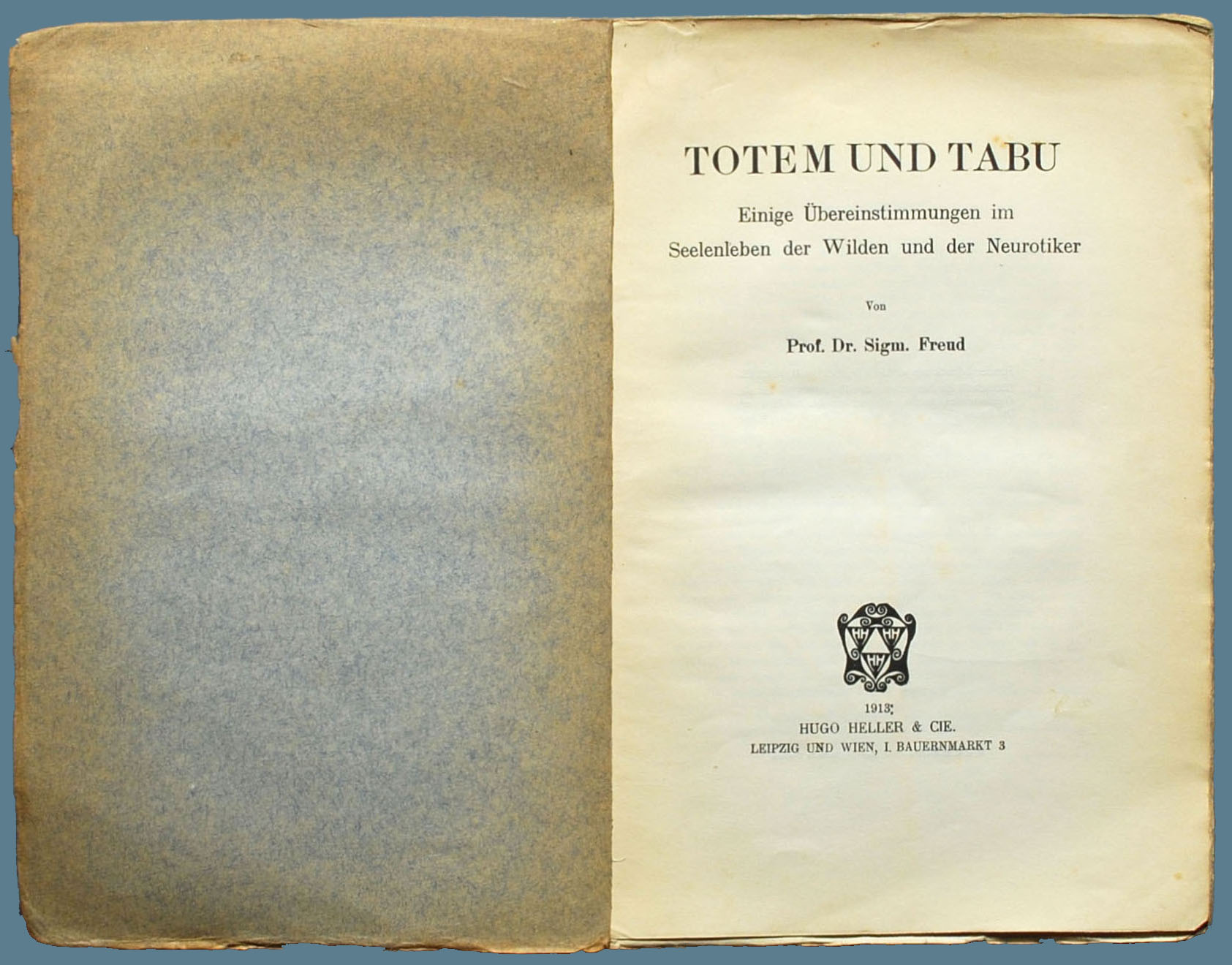
Totem y tabú.

Jung vinculó lo inconsciente colectivo con "lo que Freud llamaba «remanentes arcaicos», formas mentales cuya presencia no puede explicarse con nada de la propia vida del individuo y que parecen ser formas aborígenes, innatas y heredadas por la mente humana". Dio crédito a Freud por desarrollar su teoría de la "horda primitiva" en Tótem y tabú y continuó con la idea de un antepasado arcaico que mantiene su influencia en las mentes de los seres humanos de hoy en día. Cada ser humano, escribió,

con independencia de la altura alcanzada por su consciencia, sigue siendo un hombre arcaico en las capas más profundas de su psique. Igual que nuestro cuerpo sigue siendo el de un mamífero, con toda una serie de reliquias de estados muy anteriores, semejantes a los de los animales de sangre fría, también nuestra alma es un producto evolutivo que, si nos remontamos a sus orígenes, sigue poniendo de manifiesto innumerables arcaísmos.

A medida que los seres humanos modernos pasan por su proceso de individuación, de lo inconsciente colectivo a la maduración en su sí-mismo, establecen una persona, que puede ser entendida simplemente como esa pequeña porción de la psique colectiva que personifican, interpretan y con la que se identifican.
Lo inconsciente colectivo ejerce una influencia abrumadora en las mentes de los individuos. Estos efectos, por supuesto, varían ampliamente, ya que involucran prácticamente todas las emociones y situaciones. A veces, lo inconsciente colectivo puede aterrorizar, pero también puede sanar.

## Distinción de conceptos relacionados

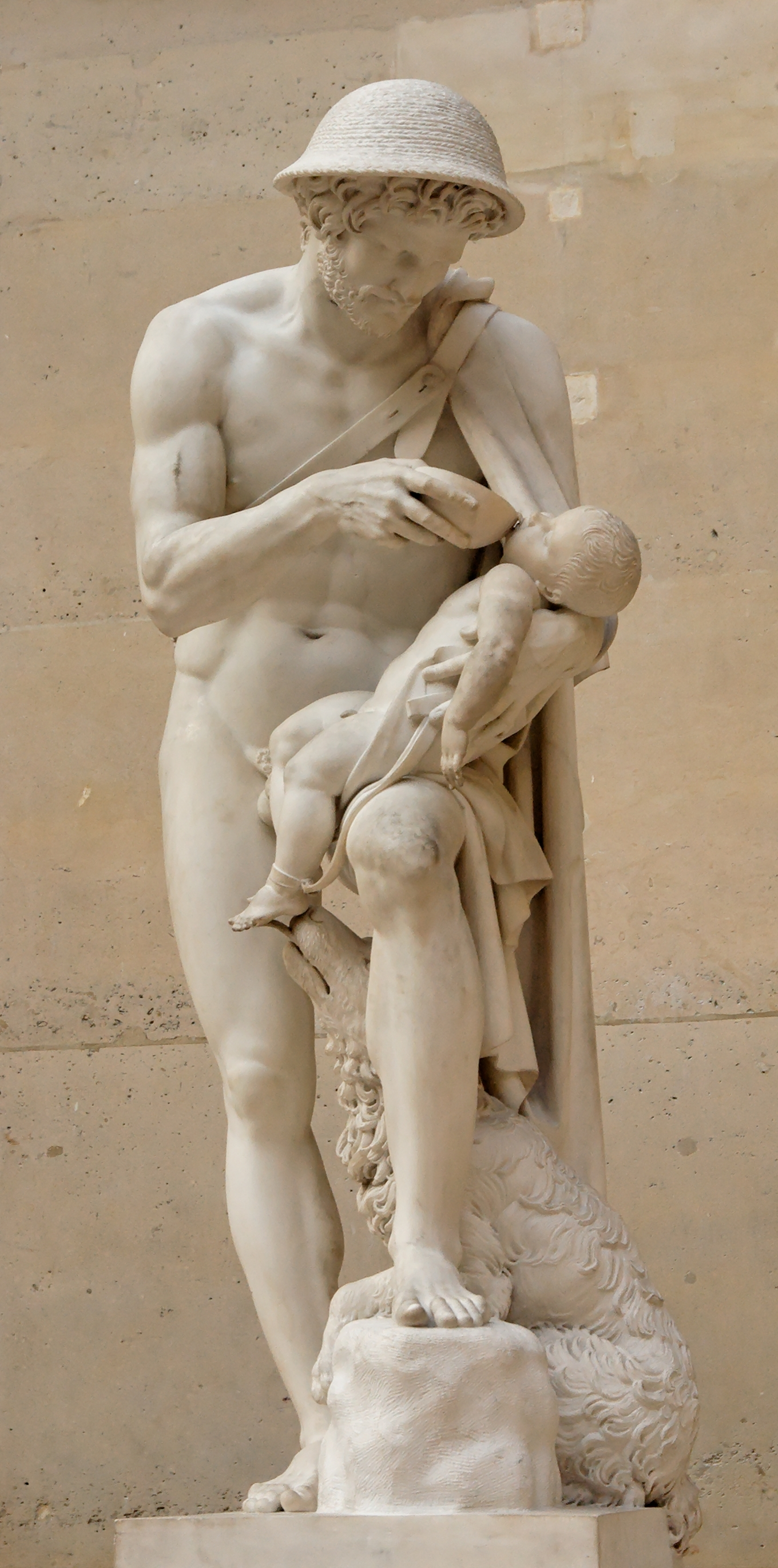
Forbas y Edipo. Escultura de Antoine-Denis Chaudet.

Jung contrastó lo inconsciente colectivo con el inconsciente personal, los aspectos únicos de un estudio individual que, según Jung, constituyen el enfoque de Sigmund Freud y Alfred Adler. Los pacientes en psicoterapia, según Jung, describían a menudo fantasías y sueños que repetían elementos de la mitología antigua. Estos elementos aparecieron incluso en pacientes que probablemente no estuvieron expuestos al relato original. Por ejemplo, la mitología ofrece muchos ejemplos de la narración de la "madre dual", según la cual un niño tiene una madre biológica y una madre divina. Por lo tanto, argumenta Jung, el psicoanálisis freudiano descuidaría fuentes importantes de ideas inconscientes, en el caso de un paciente con neurosis en torno a una imagen de madre dual.
Esta divergencia sobre la naturaleza del inconsciente ha sido citada como un aspecto clave de la famosa separación de Jung de Sigmund Freud y su escuela de psicoanálisis. Algunos comentaristas han rechazado la caracterización de Freud de Jung, observando que en textos como Tótem y tabú (1913) Freud aborda directamente la interfaz entre el inconsciente y la sociedad en general. Jung mismo dijo que Freud había descubierto un arquetipo colectivo, el complejo de Edipo, pero que "fue el primer arquetipo que Freud descubrió, el primero y el único".
Jung distinguió también lo inconsciente colectivo de la consciencia colectiva, entre los cuales se encontraba "un abismo casi insalvable sobre el cual el sujeto se encuentra suspendido". Según Jung, la consciencia colectiva (que significa algo parecido a la realidad consensuada) solo ofrecía generalizaciones, ideas simplistas y las ideologías de moda de la época. Esta tensión entre lo inconsciente colectivo y la consciencia colectiva corresponde aproximadamente a la "eterna batalla cósmica entre el bien y el mal" y ha empeorado en los tiempos del hombre de masas.
La religión organizada, ejemplificada por la Iglesia católica, reside más en la consciencia colectiva; pero, a través de su dogma omniabarcante, encauza y moldea las imágenes que inevitablemente pasan desde lo inconsciente colectivo a la psique de las personas. (A la inversa, críticos religiosos, incluido Martin Buber, acusaron a Jung de colocar erróneamente la psicología por encima de los factores trascendentales para explicar la experiencia humana).

## Instintos

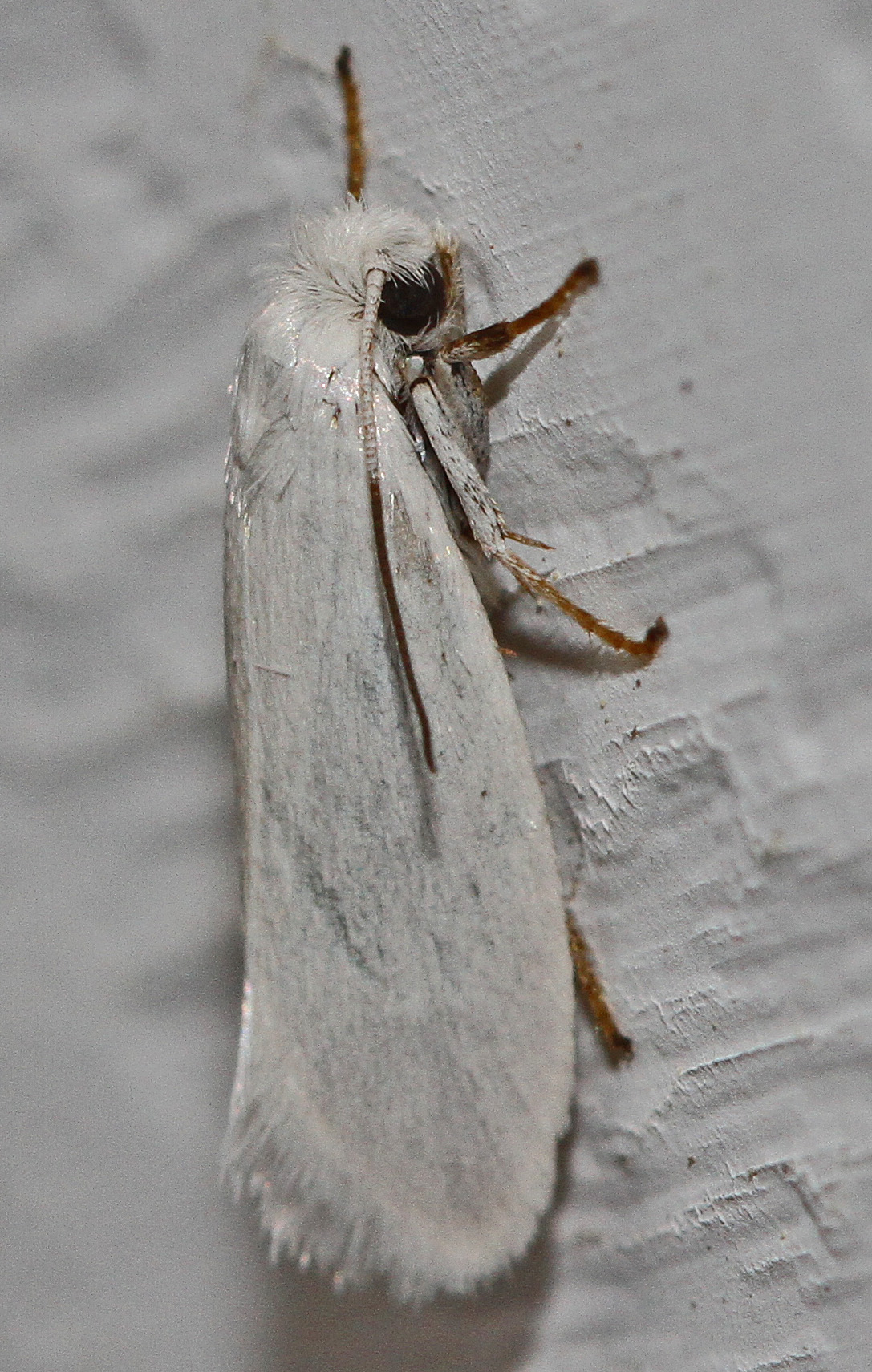
Polilla de la yuca.

La exposición de Jung de lo inconsciente colectivo se basa en el problema clásico de la psicología y la biología relacionado con la naturaleza versus educación. Si aceptamos que la naturaleza, o la herencia, tiene alguna influencia en la psique individual, debemos examinar la cuestión de cómo esta influencia se afianza en el mundo real.
Exactamente una noche en toda su vida, la polilla de la yuca descubre polen en las flores abiertas de la planta de la yuca, forma una bolita con el y luego lo transporta, junto a uno de sus huevos, al pistilo de otra planta de la yuca. Esta actividad no puede ser "aprendida"; tiene más sentido describir a la polilla yuca como si experimentase la intuición de cómo actuar. Arquetipos e instintos coexisten en lo inconsciente colectivo como opuestos interdependientes, aclararía Jung más adelante. Mientras que para la mayoría de los animales el entendimiento intuitivo se entrelaza completamente con el instinto, en los seres humanos los arquetipos se han convertido en un registro separado de los fenómenos mentales.
Los seres humanos experimentan cinco tipos principales de instinto, escribió Jung: hambre, sexualidad, actividad, reflexión y creatividad. Estos instintos, enumerados en orden de abstracción creciente, provocan y constriñen el comportamiento humano, pero también dejan espacio para la libertad en su implementación y especialmente en su interacción. Incluso una simple sensación de hambre puede llevar a muchas respuestas diferentes, incluida la sublimación metafórica. Estos instintos podrían compararse con las "pulsiones" discutidas en el psicoanálisis y otros dominios de la psicología. Varios lectores de Jung han observado que en su tratamiento de lo inconsciente colectivo, Jung sugiere una mezcla inusual de fuerzas primordiales "inferiores" y espirituales "superiores".

## Arquetipos
En una definición temprana del término, Jung escribe:

Los arquetipos son formas típicas de la aprehensión, y siempre que se trate de concepciones que se repiten uniforme y regularmente, estamos ante un arquetipo, independientemente de si se reconoce o no su carácter mitológico.

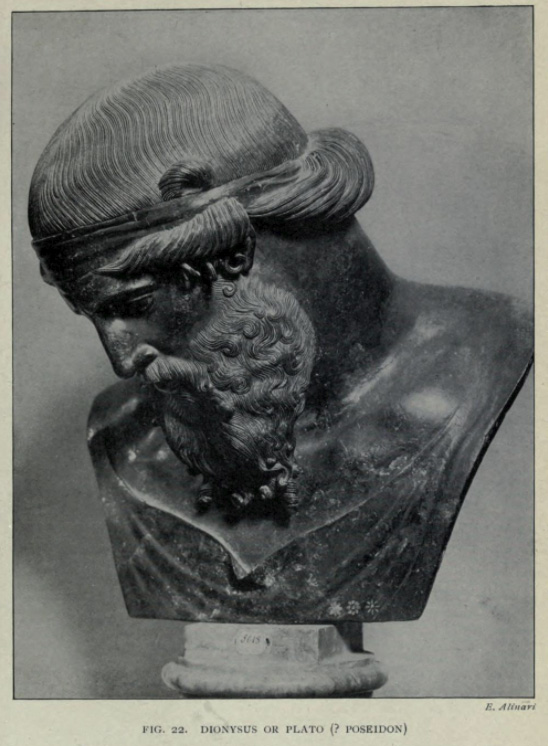
Platón.

Remonta el término a Filón de Alejandría, Ireneo de Lyon y al Corpus hermeticum, que asocian los arquetipos con la divinidad y la creación del mundo, y señala la estrecha relación de las ideas platónicas.
Estos arquetipos habitan en un mundo más allá de la cronología de una vida humana, desarrollándose en una escala de tiempo evolutiva. Con respecto al ánimus y ánima, el principio masculino dentro de la mujer y el principio femenino dentro del hombre, Jung escribe:

Parece evidente que viven y funcionan en las capas más profundas de lo inconsciente, a saber, en la capa profunda filogenética que yo he designado con el nombre de inconsciente colectivo. Esa localización explica mucho de su carácter extraño: ellos sacan a la consciencia efímera una vida psíquica desconocida que pertenece a un pasado lejano. Es el espíritu de nuestros desconocidos ancestros, su modo de pensar y de sentir, su modo de vivir la vida y el mundo, los dioses y los hombres. El hecho de que existan esas capas arcaicas es probablemente la raíz de la creencia en reencarnaciones y en recuerdos de «existencias anteriores». Lo mismo que el cuerpo constituye una especie de museo de su historia filogenética, lo psíquico también hace lo mismo.

Jung también describió los arquetipos como huellas de situaciones trascendentales o habitualmente recurrentes en el largo pasado humano.
No se puede hacer una lista completa de arquetipos, ni tampoco se pueden delinear absolutamente sus diferencias. Por ejemplo, el águila, un arquetipo común que puede tener una multiplicidad de interpretaciones. Podría significar que el alma abandona el cuerpo mortal y se conecta con las esferas celestiales. O puede significar que alguien es sexualmente impotente, en el sentido de que ha comprometido su cuerpo de ego espiritual. A pesar de esta dificultad, la analista junguiana June Singer sugiere una lista parcial de arquetipos bien estudiados, enumerados en pares de opuestos:
| Yo             | Sombra         |
| -------------- | -------------- |
| Gran Madre     | Padre tiránico |
| Viejo sabio    | Trickster      |
| Ánima          | Ánimus         |
| Sentido        | Absurdidad     |
| Centralidad    | Difusión       |
| Orden          | Caos           |
| Oposición      | Conjunción     |
| Tiempo         | Eternidad      |
| Sagrado        | Profano        |
| Luz            | Oscuridad      |
| Transformación | Fijación       |

Jung hizo referencia a los contenidos de esta categoría de la psique inconsciente como similares a las representaciones colectivas o "représentations collectives" de Lévy-Bruhl, a los "motivos" mitológicos, a las "categorías de la imaginación" de Hubert y Mauss y a los "pensamientos primordiales" de Adolf Bastian. También denominó a los arquetipos "dominantes", debido a su profunda influencia en la vida mental.

## Evidencia
En su práctica de psiquiatría clínica, Jung identificó elementos mitológicos que parecían repetirse en las mentes de sus pacientes, más allá de los complejos habituales que podrían explicarse en términos de sus vidas personales. Los patrones más obvios hacían referencia a los padres del paciente:

Nadie sabe mejor que el psicoterapeuta que la mitologización de los padres muchas veces continúa hasta muy entrada la edad adulta y que hay que vencer mucha resistencia para renunciar a ella.

Jung citó temas recurrentes como evidencia de la existencia de elementos psíquicos compartidos entre todos los seres humanos. Por ejemplo:

El motivo de la serpiente no es ninguna adquisición individual de este soñante, pues los sueños con serpientes son muy frecuentes, incluso en habitantes de las grandes ciudades que quizá no hayan visto en su vida una serpiente de verdad.

Sintió que llegó una mejor evidencia cuando los pacientes describieron imágenes complejas y narrativas con oscuros paralelismos mitológicos.

#### Un ejemplo

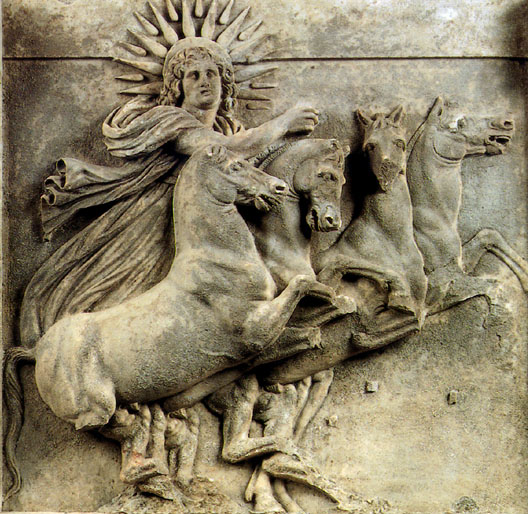
Helios.

En 1906 Jung citó la fantasía de un esquizofrénico paranoide internado hacía años. Su enfermedad se retrotraía a su juventud y era considerada incurable. Cursó en una escuela del Estado y llegó a trabajar en una oficina. No disponía de especiales cualidades ni Jung versaba por entonces en mitología ni arqueología. Cierto día halló a su paciente de pie junto a la ventana. Giraba la cabeza y guiñaba los ojos a la vista del sol. Al unísono solicitó de su psiquiatra que repitiese lo mismo para ver algo de suma importancia. Asombrado de que Jung no percibiese nada especial, este le cuestionó acerca del contenido subjetivo de su visión.

Seguramente usted ve el pene del sol; cuando yo muevo la cabeza de un lado a otro, se mueve también y eso es de donde viene el viento.

Al no entender absolutamente nada de lo expresado, Jung se limitó a tomar buena nota del episodio. Años más tarde, Jung halló durante sus estudios de mitología, un libro del filólogo Albrecht Dieterich ―publicado en 1910― que contenía un papiro mágico de la Biblioteca Nacional de París. En él Dieterich creía haber descubierto una liturgia mitraica.

Extrae pneuma de sus rayos luminosos aspirando tres veces, lo mejor que puedas, y te verás a ti mismo aligerado, y que te elevas a la altura, de manera que te parecerá estar en medio del aire. No oirás a nadie, ni hombre ni ningún otro ser viviente, ni verás a ninguno de los mortales que estén sobre la tierra en aquel momento, pero verás todo lo inmortal. Observarás la divina posición de aquel día y de aquella hora; y a los dioses que recorren el polo los verás a unos subir al cielo y a otros bajar: la marcha de los dioses visibles se hará manifiesta a través del disco, mi padre, el dios, e igualmente el llamado aulós, el principio del aire que presta servicio; porque verás un tubo que cuelga del disco solar. Hacia la región del Suroeste lo verás de una longitud ilimitada como viento del Este, si es que ha sido asignado a la región del Oeste, e igualmente en sentido contrario, si «el viento del Oeste» ha sido asignado a la región de aquel, verás el giro del espectáculo (el Aulós).

Jung se percató a posteriori de que la edición de 1910 era la segunda. Existía una primera edición de 1903. El paciente fue internado sin embargo previamente a esta fecha.
Al ir más allá de la mente individual, Jung creía que "toda la mitología podía tomarse como una especie de proyección de lo inconsciente colectivo". Por lo tanto, los psicólogos podrían aprender sobre lo inconsciente colectivo estudiando las religiones y las prácticas espirituales de todas las culturas, así como sistemas de creencias como la astrología.

### Crítica de la evidencia de Jung
El crítico popperiano Ray Scott Percival discute algunos de los ejemplos de Jung y argumenta que sus afirmaciones más firmes no son falsables. Discrepa especialmente con la afirmación de Jung de que los principales descubrimientos científicos emanan de lo inconsciente colectivo y no del trabajo impredecible o innovador realizado por los científicos. Le acusa de un determinismo excesivo y escribe: "No podía tolerar la posibilidad de que las personas a veces creen ideas que no se pueden predecir, incluso en principio". Con respecto a la afirmación de que todos los seres humanos exhiben ciertos patrones mentales, Percival argumenta que estos patrones comunes podrían explicarse por entornos comunes (es decir, por medio de la educación compartida, no por la naturaleza). Debido a que todas las personas tienen familias, encuentran plantas y animales, y experimentan día y noche, no debería sorprender que desarrollen estructuras mentales básicas en torno a estos fenómenos.
El ejemplo citado del "hombre del falo solar" ha sido objeto de debate contencioso, y el crítico de Jung Richard Noll ha argumentado en contra de su autenticidad.

### Etología y biología
Todos los animales disponen de algunos modelos psicológicos innatos que guían su desarrollo mental. El modelo de impronta en etología es un ejemplo bien estudiado, tratando sobre todo la impronta materna en animales recién nacidos. Los diversos guiones predeterminados para el comportamiento animal se denominan mecanismos de liberación innatos.
Los defensores de la teoría de lo inconsciente colectivo en neurociencia sugieren que las afinidades psíquicas en seres humanos se originan especialmente en el área subcortical del cerebro: específicamente, el tálamo y el sistema límbico. Estas estructuras ubicadas centralmente conectan el cerebro con el resto del sistema nervioso y se dice que controlan los procesos vitales, incluidas las emociones y la memoria a largo plazo.

### Investigación del arquetipo

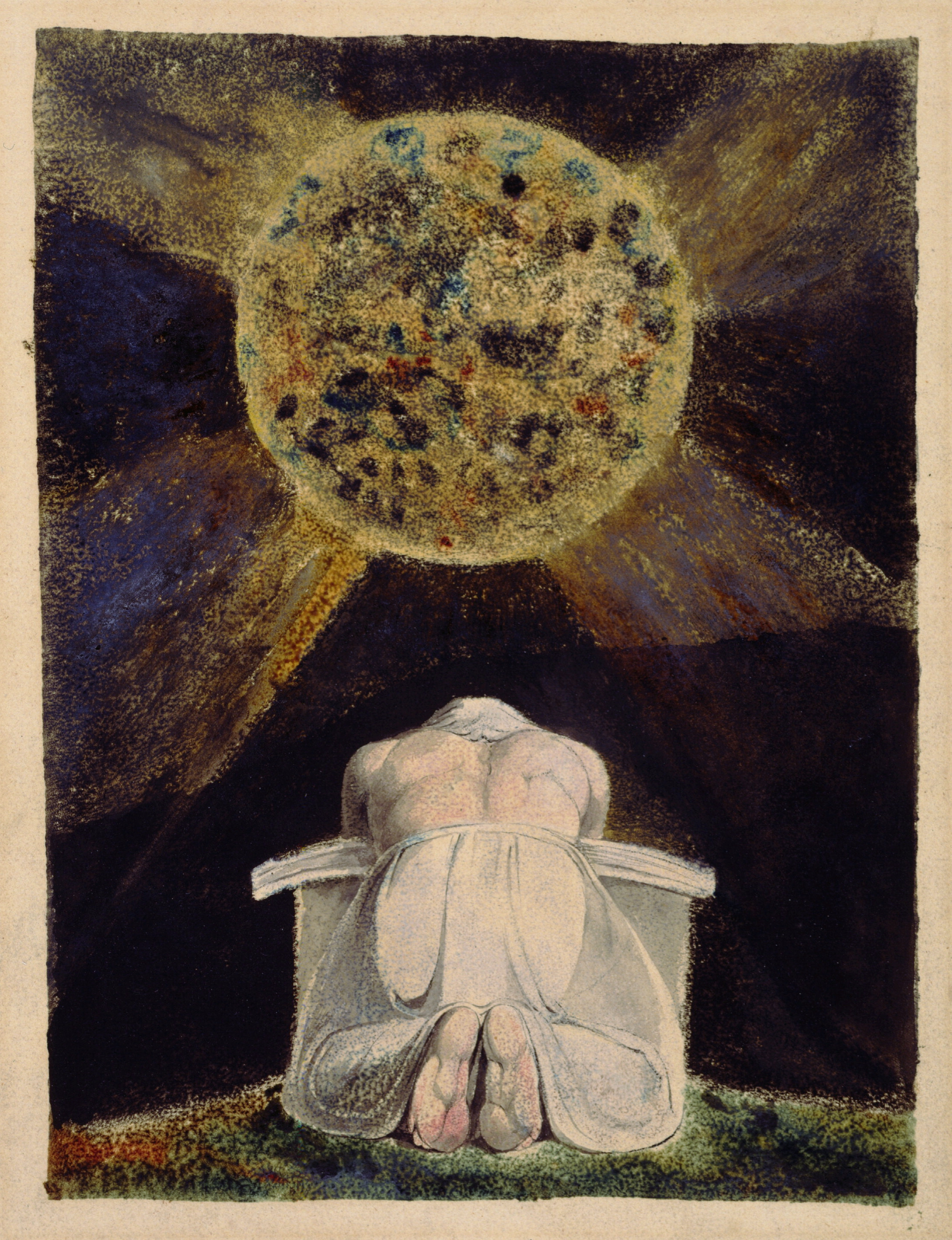
El arquetipo del Creador es una imagen familiar en el trabajo de William Blake. Aquí, la figura demiúrgica de Urizen ora ante el mundo que ha forjado. Frontispicio de La canción de Los (1795) que forma parte de los Libros proféticos de William Blake.

Un enfoque experimental más común investiga los efectos únicos de las imágenes arquetípicas. Un estudio influyente de este tipo, realizado por Rosen, Smith, Huston y González en 1991, encontró que las personas podían recordar mejor símbolos combinados con palabras que representaban su significado arquetípico. Utilizando datos del Archive for Research in Archetypal Symbolism (Archivo para la investigación en el simbolismo arquetípico) y un jurado de evaluadores, Rosen et al. desarrollaron un "Archetypal Symbol Inventory" ("Inventario de símbolo arquetípico") catalogando símbolos y connotaciones de una palabra. Muchas de estas connotaciones eran oscuras para los laicos. Por ejemplo, una imagen de un diamante representaba el "sí-mismo"; un cuadrado la "tierra". Encontraron que incluso cuando los sujetos no asociaban conscientemente la palabra con el símbolo, eran más capaces de recordar el emparejamiento del símbolo con su palabra elegida. Brown y Hannigan replicaron este resultado en 2013 y ampliaron el estudio ligeramente para incluir pruebas en inglés y en español de personas que hablaban ambos idiomas.
Maloney (1999) preguntó a una muestra de personas acerca de sus sentimientos respecto a variaciones en imágenes con el mismo arquetipo: algunas positivas, otras negativas y otras no antropomorfas. Encontró que aunque las imágenes no suscitaron respuestas significativamente diferentes a preguntas sobre si eran "interesantes" o "agradables", sí provocaron diferencias muy significativas en respuesta a la declaración: "Si tuviera que mantener esta imagen conmigo para siempre, lo haría". Maloney sugirió que esta pregunta llevó a los encuestados a procesar las imágenes arquetípicas en un nivel más profundo, lo que reflejó fuertemente su valencia positiva o negativa.
En última instancia, aunque Jung se refirió a lo inconsciente colectivo como un concepto empírico, basado en la evidencia, su naturaleza elusiva crea una barrera a la investigación experimental tradicional. June Singer escribe:

Pero lo inconsciente colectivo está más allá de las limitaciones conceptuales de la consciencia humana individual y, en consecuencia, no puede ser abarcado por ellas. Por lo tanto, no podemos hacer experimentos controlados para probar la existencia de lo inconsciente colectivo, ya que la psique del hombre, concebida holísticamente, no puede ser sometida a condiciones de laboratorio sin violentar su naturaleza. [...] En este sentido, la psicología puede compararse con la astronomía, cuyos fenómenos tampoco pueden encerrarse dentro de un entorno controlado. Los cuerpos celestes deben ser observados donde existan en el universo natural, bajo sus propias condiciones, en lugar de aquellas que podríamos proponerles.

## Exploración
La prueba de la existencia de un inconsciente colectivo, y la comprensión de su naturaleza, podría ser obtenida principalmente de los sueños y de la imaginación activa, una exploración despierta de la fantasía.
Jung consideró que la sombra y la sicigia ánima & ánimus difieren de los otros arquetipos en el hecho de que su contenido está más directamente relacionado con la situación personal del individuo. Estos arquetipos, un foco especial de su trabajo, se convierten en personalidades autónomas dentro de una psique individual. Jung alentó el diálogo consciente directo del paciente con estas personalidades internas. Mientras que la sombra personifica generalmente el inconsciente personal, el ánima o el viejo sabio pueden actuar como representantes de lo inconsciente colectivo.

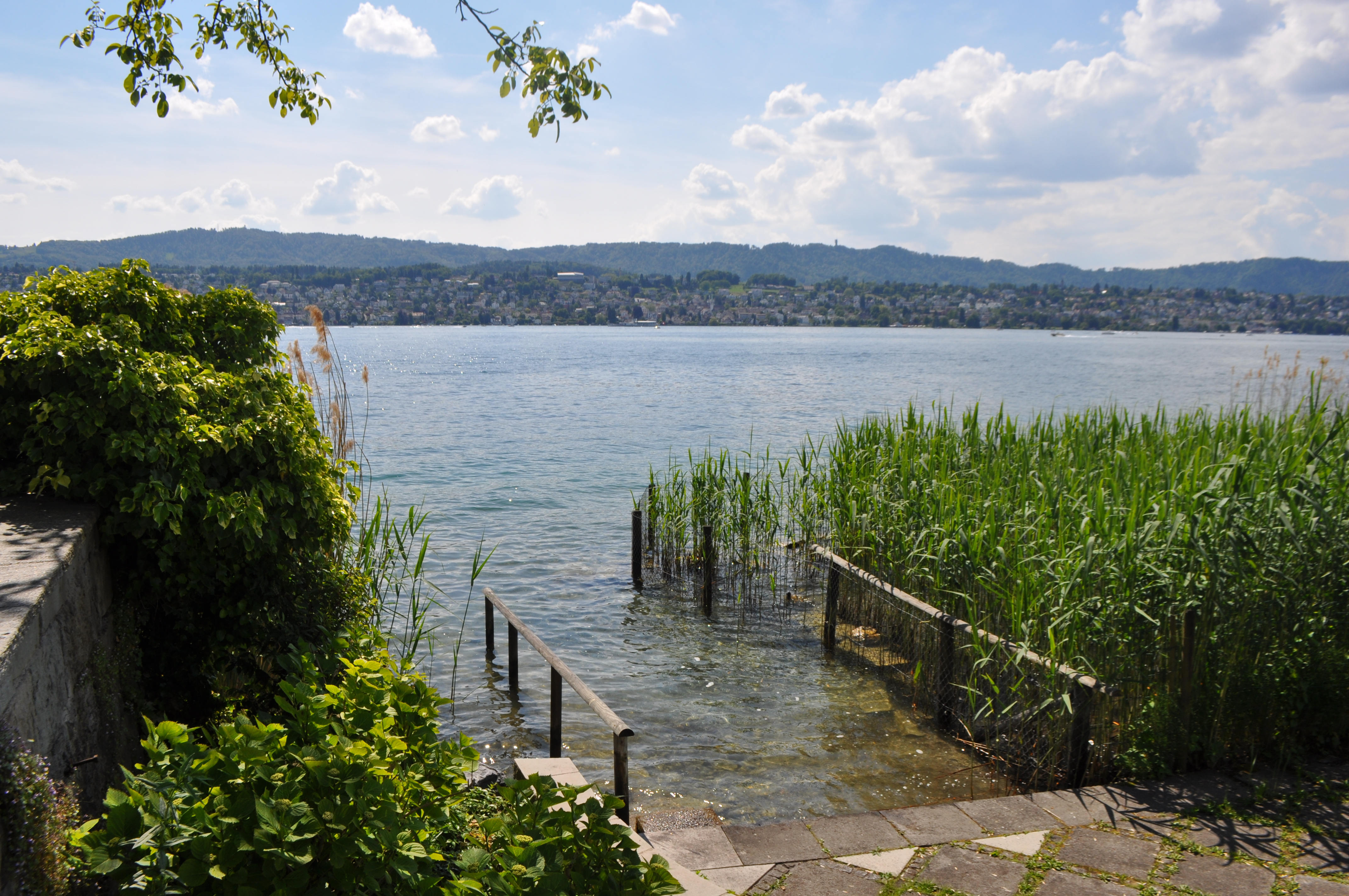
Embarcadero de la Casa Museo C. G. Jung en Küsnacht, Lago de Zúrich, Suiza. Agua como símbolo de lo inconsciente colectivo.

Jung sugirió que la parapsicología, la alquimia y las ideas religiosas ocultas podrían contribuir a la comprensión de lo inconsciente colectivo. Basándose en su interpretación de la sincronicidad y la percepción extrasensorial, argumentó que la actividad psíquica trascendía el cerebro. En la alquimia, señaló que el agua corriente, o agua de mar, se correspondía simbólicamente con su concepto de lo inconsciente colectivo.
En los seres humanos, la psique media entre la fuerza primordial de lo inconsciente colectivo y la experiencia de la consciencia o el sueño. Por lo tanto, los símbolos pueden requerir interpretación antes de que puedan entenderse como arquetipos. Jung escribe:

Uno sólo tiene que hacer abstracción de los condicionamientos que el entorno impone al lenguaje onírico y sustituir, por ejemplo, aeroplano por águila, automóvil y locomotora por monstruo, inyección por picadura de serpiente, etc., para retornar una vez más a los estratos más profundos y universales del lenguaje mitológico. En ellos entramos de nuevo en contacto con las imágenes originarias que subyacen a todos los actos mentales e influyen en gran medida en nuestras ideas, incluidas las científicas.

Un solo arquetipo puede manifestarse de muchas maneras diferentes. Con respecto al arquetipo de la madre, Jung sugiere que no solo se puede aplicar a madres, abuelas, madrastras, suegras y madres en la mitología, sino a varios conceptos, lugares, objetos y animales:

Como todo arquetipo, el de la madre también tiene una serie casi inabarcable de aspectos. Menciono sólo algunas formas bastante típicas: la madre y abuela personales; la madrastra y la suegra; cualquier mujer con la que se tiene relación, incluida el ama de cría o la niñera; la matriarca de la familia y la Mujer Blanca; en sentido más elevado, figurado, la diosa, especialmente la Madre de Dios, la Virgen (como madre rejuvenecida, por ejemplo Deméter y Core), Sofía (como madre-amante quizás también el tipo Cibeles-Atis, o como hija-[madre rejuvenecida-]amante); la meta del anhelo de salvación (Paraíso, Reino de Dios, Jerusalén Celestial); en sentido más amplio, la iglesia, la universidad, la ciudad, el país, el cielo, la tierra, el monte, el mar y las aguas estancadas; la materia, el inframundo y la luna; en sentido más estricto, como lugar de nacimiento y de procreación, los sembrados; el jardín, la roca, la cueva, el árbol, el manantial, el pozo, la pila bautismal, la flor como recipiente (rosa y loto); como círculo mágico (mándala como padma) o como tipo de la cornucopia; en sentido más estricto, el útero, cualquier concavidad (por ejemplo, la tuerca); la yoni; el horno, la olla; como animal, la vaca, la liebre y en general el animal útil.

Se debe tener cuidado, sin embargo, de determinar el significado de un símbolo a través de una investigación adicional; uno no puede simplemente descodificar un sueño asumiendo que estos significados son constantes. Las explicaciones arquetípicas funcionan mejor cuando una narrativa mitológica ya conocida puede ayudar claramente a explicar la confusa experiencia de un individuo.

## Aplicación en psicoterapia
La psicoterapia basada en la psicología analítica buscaría analizar la relación entre la consciencia individual de una persona y las estructuras comunes más profundas subyacentes. Las experiencias personales activan los arquetipos de la psique dándoles significado y sustancia para el individuo. Al mismo tiempo, los arquetipos organizan de forma encubierta la experiencia humana y la memoria, y sus poderosos efectos solo se hacen evidentes de forma indirecta y retrospectiva. Comprender el poder de lo inconsciente colectivo puede ayudar a una persona a navegar por la vida.
Según explica la psicóloga analítica Mary Williams, la comprensión del impacto del arquetipo por parte de un paciente le ayuda a disociar el símbolo subyacente de la persona real que lo encarna y cuya identificación nace de dicho paciente. De esta manera, este ya no transfiere acríticamente sus sentimientos sobre el arquetipo a las personas en la vida cotidiana y, como resultado, puede desarrollar relaciones más saludables y personales.
Los profesionales de la psicoterapia analítica, advirtió Jung, pueden sentirse tan fascinados con las manifestaciones de lo inconsciente colectivo que favorezcan su aparición a expensas del bienestar de sus pacientes. Se dice que los esquizofrénicos se identifican completamente con lo inconsciente colectivo, careciendo de un yo funcional que los ayude a enfrentar las dificultades reales de la vida.

## Aplicación en política y sociedad

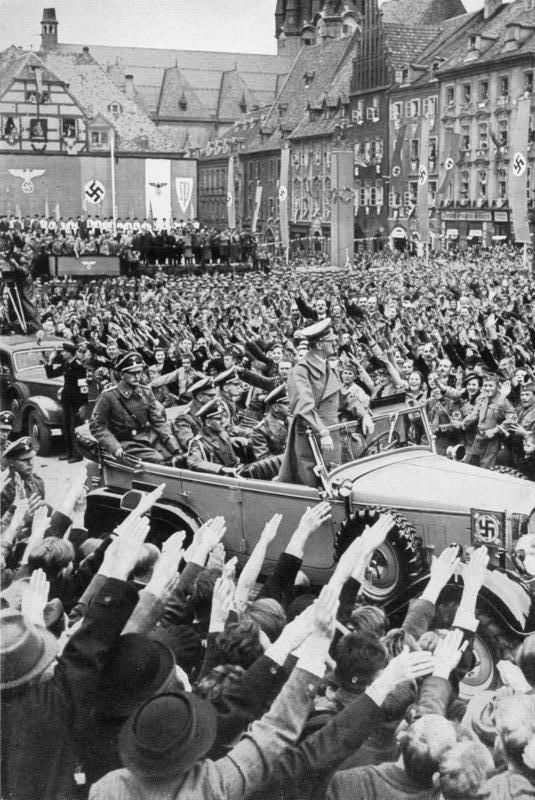
Alemanes saludando a Hitler en Eger, 3 de octubre de 1938.

Los elementos de lo inconsciente colectivo pueden manifestarse entre grupos de personas que, por definición, comparten una conexión con ellos. Estos grupos pueden volverse especialmente receptivos a símbolos específicos debido a la situación histórica en la que se encuentran. La importancia común de lo inconsciente colectivo hace que las personas estén listas para la manipulación política, especialmente en la era de la política de masas. Jung comparó los movimientos de masas con las psicosis de masas, comparables a la posesión demoníaca en la que las personas canalizan de forma acrítica el simbolismo inconsciente a través de la dinámica social de la multitud y el líder.
Aunque la civilización lleva a las personas a negar sus vínculos con el mundo mitológico de las sociedades no civilizadas, Jung argumentó que no obstante aspectos de lo inconsciente primitivo se reafirmarían en forma de supersticiones, prácticas cotidianas y tradiciones incuestionables como el árbol de Navidad.
Basándose en la investigación empírica, Jung consideró que todos los seres humanos, independientemente de las diferencias raciales y geográficas, comparten el mismo conjunto colectivo de instintos e imágenes, aunque estos se manifiesten de manera diferente debido a la influencia moldeable de la cultura. No obstante, por encima y además de lo inconsciente colectivo primordial, las personas dentro de una determinada cultura pueden compartir conjuntos adicionales de ideas colectivas primarias.
Jung denominó al fenómeno ovni un "mito viviente", una leyenda en proceso de consolidación. La creencia en un encuentro mesiánico con ovnis demostró la consideración, argumentó Jung, de que aunque una ideología racionalista moderna reprimiera las imágenes de lo inconsciente colectivo, sus aspectos fundamentales resurgirían inevitablemente. La forma circular del platillo volante confirma su conexión simbólica con ideas de la divinidad reprimidas pero psíquicamente necesarias.
La aplicabilidad universal de los arquetipos no ha escapado a la atención de los especialistas en marketing, quienes observan que la marca puede resonar en los consumidores a través de la apelación a arquetipos de lo inconsciente colectivo.

## Interpretaciones mínimas y máximas
Con respecto de una interpretación minimalista de lo que luego aparecería como "la tan incomprendida idea de lo inconsciente colectivo de Jung", su idea era "simplemente que ciertas estructuras y predisposiciones de lo inconsciente son comunes a todos nosotros... [sobre] una base genética, heredada, específica de la especie". Por lo tanto, "se podría hablar fácilmente del 'brazo colectivo' – es decir, el patrón básico de huesos y músculos que todos los brazos humanos comparten en común".
Otros señalan, sin embargo, que "parece haber una ambigüedad básica en las diversas descripciones de Jung sobre lo inconsciente colectivo. A veces parece considerar la predisposición a experimentar ciertas imágenes como comprensible en términos de algún modelo genético" – como con el brazo colectivo. Sin embargo, Jung "también se esforzó en enfatizar la calidad numinosa de estas experiencias, y no cabe duda de que se sintió atraído por la idea de que los arquetipos proporcionan evidencia de cierta comunión con alguna mente divina o del mundo", y tal vez "su popularidad como pensador deriva precisamente de esto" – la interpretación máxima.
Marie-Louise von Franz aceptó que "es naturalmente muy tentador identificar la hipótesis de lo inconsciente colectivo de forma histórica y regresiva con la antigua idea de un alma del mundo extensa". La escritora de la nueva era Sherry Healy va más allá y afirma que el mismo Jung "se atrevió a sugerir que la mente humana podría vincularse con ideas y motivaciones denominadas lo inconsciente colectivo... un cuerpo de energía inconsciente que vive para siempre". Esta es la idea del monopsiquismo.

### Textos de Jung
- "On the Nature of the Psyche (enlace roto disponible en Internet Archive; véase el historial, la primera versión y la última)." (en inglés).
- "The Concept of the Collective Unconscious" (en inglés)

### Literatura secundaria
- Brown, Jeffrey M., & Terence P. Hannigan. "An Empirical Test of Carl Jung's Collective Unconscious (Archetypal) Memory Archivado el 26 de agosto de 2016 en Wayback Machine.". Journal of Border Education Research 5, Fall 2006.
- DelVecchio, Milan. "We Archipelago: A Productive Reaction to the Collective Unconscious, in a Conscious State". 2013 Critical Information conference, School of Visual Arts.
- Greenwood, Susan F. "Emile Durkheim and C. G. Jung: Structuring a Transpersonal Sociology of Religion". Journal for the Scientific Study of Religion 29.4, 1990; International Journal of Transpersonal Studies 32.2.
- Hossain, Shaikat. "The Internet as a Tool for Studying the Collective Unconscious". Jung Journal: Culture & Psyche 6.2, 2012.
- Niesser, Arthur. "Neuroscience and Jung's Model of the Psyche: A Close Fit" (archived). International Association for Analytical Psychology, 2004 Conference.
- Rosen, D. H.; S. M. Smith; H. L. Huston; & G. Gonzalez. "Empirical Study of Associations Between Symbols and Their Meanings: Evidence of Collective Unconscious (Archetypal) Memory". Journal of Analytical Psychology 36, 1991.
- Sedivi, Amy Elizabeth. "Unveiling the Unconscious: The Influence of Jungian Psychology on Jackson Pollock and Mark Rothko". B.A. thesis accepted at College of William and Mary, May 6, 2009.
- Shelburne, Walter Avory. "C. G. Jung's Theory of the Collective Unconscious: A Rational Reconstruction". PhD dissertation accepted at University of Florida, June 1976.
- Sheldrake, Rupert. "Society, Spirit & Ritual: Morphic Resonance and the Collective Unconscious - Part II". Psychological Perspectives 18.2, Fall 1987.

- Datos: Q28995